# Angaria turpini
Angaria turpini là một loài ốc biển, là động vật thân mềm chân bụng sống ở biển thuộc họ Angariidae.